# Masakr u Pottawatomie
Masakr u Pottawatomie se odehrál v noci z 24. na 25. května roku 1856 u říčky Pottawatomie v okresu Franklin ve americkém státě Kansas. John Brown a několik jeho pomocníků ze skupiny Pottawatomské pušky zabili pět prootrokářských osadníků. Byla to jedna z mnoha krvavých událostí, jež předcházely americké občanské válce a později vešly do historie pod názvem krvácející Kansas.